# Георгиев, Виктор Михайлович
Ви́ктор Миха́йлович Гео́ргиев (8 января 1937, Новороссийск — 10 июня 2010, Москва) — советский и российский кинорежиссёр и сценарист.

## Биография
Родился 8 января 1937 года в Новороссийске. Отец — Михаил Георгиевич Георгиев (1895—1938), грек, мать — Беатрисса Арслан (? — 1942), караимка.
В 1946—1951 годах учился в музыкальной школе им. Гнесиных. В 1962 году окончил режиссёрский факультет ВГИКа (мастерская Льва Кулешова).
Работал кинорежиссёром-постановщиком, сценаристом художественных и документальных фильмов. Занимался постановкой радиоспектаклей и культурно-массовых мероприятий.
Первый же полнометражный фильм 1967 года «Сильные духом» принёс 30-летнему режиссёру всесоюзную известность и стал самой популярной лентой Свердловской киностудии: за два года проката его посмотрели 55 миллионов 200 тысяч человек, то есть каждый четвёртый житель СССР. Фильм посвящён легендарному советскому разведчику Николаю Кузнецову. Кинокритики писали, что это первый в советской истории фильм, где «работа разведчика подана не как остроприключенческий, романтический подвиг, а как опасная, изнурительная, кропотливая и обыденная работа». По мнению рецензентов, стилистически и структурно «Сильные духом» предвосхищают легендарный телесериал «17 мгновений весны», который вышел позже — в 1973 году. Это следует из целого ряда признаков, наиболее заметный из которых — чёрно-белая съёмка, которую Георгиев использовал осознанно, хотя в то время уже можно было снимать в цвете. В 1968 году фильм получил диплом жюри III-го Всесоюзного кинофестиваля «за разработку военно-патриотической темы».
Фильм 1980 года «Идеальный муж» — советская экранизация одноимённой комедии Оскара Уайльда.
С 1981 года Виктор Георгиев — член Союза кинематографистов СССР.
Снятый в 1983 году фильм «У опасной черты» получил приз и почётный диплом города Мартина на кинофестивале в Готвальдове, Чехословакия.
Следующий фильм Георгиев снял лишь через 10 лет, в 1993 году — это двухсерийная лента «Желание любви» по мотивам повести Александра Куприна «Впотьмах». Фильм малоизвестен широкому зрителю — картина не попала на телевидение, но именно её считали главной в своей кинокарьере актёры Борис Химичев и Александр Збруев:
Виктор Георгиев умер 10 июня 2010 года в Москве.

## Фильмография
| 1962 | Черепаха Тортилла   | зелёная ✓ | зелёная ✓ | короткометражный, дипломная работа |
| 1967 | Сильные духом       | зелёная ✓ |           |                                    |
| 1970 | Кремлёвские куранты | зелёная ✓ |           |                                    |
| 1974 | Большой аттракцион  | зелёная ✓ | зелёная ✓ |                                    |
| 1980 | Идеальный муж       | зелёная ✓ | зелёная ✓ |                                    |
| 1983 | У опасной черты     | зелёная ✓ | зелёная ✓ |                                    |
| 1993 | Желание любви       | зелёная ✓ | зелёная ✓ |                                    |